# Daemonorops palembanica
Daemonorops palembanica är en enhjärtbladig växtart som beskrevs av Carl Ludwig von Blume. Daemonorops palembanica ingår i släktet Daemonorops och familjen Arecaceae.
Artens utbredningsområde är Sumatera. Inga underarter finns listade i Catalogue of Life.